# 디지엔터테인먼트
디지엔터테인먼트 (DG Entertainment)는 대한민국의 연예기획사이다.

## 현재 소속 연예인

### 배우
- 여회현
- 재성

## 현재 소속 연습생
- 후우나 - 알유넥스트 참가자[1]
- 김세인(연습생) - 걸스플래닛999 : 소녀대전 참가자
- 이서연(2003) - 前 YOURS 멤버
- 이수민(2002) - 청춘스타 아이돌파 참가자

## 과거 소속 연예인

### 가수
- EL7Z UP
- 윤지성